# Barbara Skowrońska
Barbara Skowrońska, po mężu Radlak (ur. 4 grudnia 1961 w Środzie Śląskiej) – polska siatkarka, reprezentantka Polski.

## Kariera sportowa
Przez większość kariery reprezentowała barwy Gwardii Wrocław, w której debiutowała jako nastolatka, a w 1986 wywalczyła brązowy medal mistrzostw Polski. W 1990 wyjechała grać do Turcji.
W reprezentacji Polski seniorek debiutowała 19 września 1981 w meczu mistrzostw Europy z Holandią (polska drużyna zajęła tam 5. miejsce). Kolejne mecze w reprezentacji zagrała jednak dopiero w 1986, m.in. w turnieju kwalifikacyjnym do mistrzostw świata, następnie występowała w reprezentacji w 1989, m.in. na mistrzostwach Europy, na których Polska zajęła 9. miejsce. Na tym turnieju, 10 września 1989 w spotkaniu z Francją zakończyła karierę reprezentacyjną. Łącznie w I reprezentacji Polski zagrała w 55 spotkaniach.